# Heinrich Franz Carl Billotte

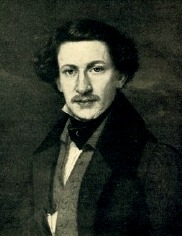
Heinrich Franz Carl Billotte.

Heinrich Franz Carl Billotte, född den 28 januari 1801 i Aachen, död där den 25 april 1892, var en tysk porträttmålare, far till fotografen Carl Andreas Hubert Billotte.
På fädernet var han av franskt ursprung, men en eventuell släktskap med målaren René Billotte är obevisad. Hans mor var däremot från Aachen, en stad som när han föddes tillhörde Frankrike.  I hemstaden studerade han för Davidlärjungen Johann Baptist Joseph Bastiné. Därefter fortsatte han sina studier vid konstakademien i Düsseldorf. Sensommaren 1837 deltog Billotte i den första konstutställningen av samtida verk i Aachens rådhus. Till hans umgängeskrets hörde Ludwig Schleiden.